# Phalops flavocinctus
Phalops flavocinctus là một loài bọ cánh cứng trong họ Bọ hung (Scarabaeidae).